# Boray Lajos
Boray Lajos, Borai Lajos Nándor Imre (Pozsony, 1893. február 7. – Budapest, 1980. március 17.) színész.

## Életútja
Brenner Lajos és Hankus Mária fia. Középiskolába Sárospatakon járt. 1912-ben lépett először színpadra, majd az Országos Színészegyesület színiiskolájában végzett 1915-ben. 1915-től az első világháborúban harcolt, 1918-ban hadifogságba került. 1922–23-ban a Belvárosi Színház tagja lett. Később Párizsba költözött, ahol festéssel foglalkozott. 1929-től 1932-ig az Új Színház tagja volt, majd átkerült a Belvárosi Színházhoz, ahol 1940-ig játszott. 1938. október 11-én Budapesten, a Józsefvárosban házasságot kötött Chromasta Margittal. 1941–42-ben az Új Magyar, 1942–44-ben a Vígszínházban szerepelt. 1937 és 1945 között az Országos Színészegyesület Színészképző Iskolájában oktatott színészmesterséget. 1951 és 1953 között Szolnokon működött, majd 1954 és 1960 között a Petőfi Színházban lépett fel. 1959-ben a Thália Színházban szerepelt.

## Fontosabb színházi szerepei
- Warwick gróf (G. B. Shaw: Szent Johanna, Belvárosi Színház, 1936)
- Dr. Veress István (Bókay János: Megvédtem egy asszonyt, Belvárosi Színház, 1936)
- Geiger (Hauptmann: Naplemente előtt, Vígszínház, 1942)
- Polgármester (Móricz Zsigmond: Rokonok, Szolnok, 1951)
- Miller (Schiller: Ármány és szerelem, Szolnok, 1952)
- Pósalaky (Móricz Zsigmond: Légy jó mindhalálig)

## Filmszerepei
- A gőg (1918) – György
- Dauphin (1922)
- A kis rongyos (1923)
- Holnap kezdődik az élet (1924)
- Terike (1924) – Sámson Béla
- Terike (1927, szkeccs) – Sámson Béla
- Hyppolit, a lakáj (1931, magyar-német) – táncoló statiszta az estélyen
- Piri mindent tud (1932) – vendég a Ritzben
- Repülő arany (1932) – rabló
- Én voltam (1936) – Dr. Theodor ügyvéd
- Két fogoly (1937) – katona
- Az örök titok (1938) – védőügyvéd
- Cifra nyomorúság (1938) – kegyelmes úr, vendég Feliczyéknél
- Megvédtem egy asszonyt (1938)
- Szegény gazdagok (1938) – Lapussa Demeter, Henriette nagyapja
- A pusztai királykisasszony (1938) – őrnagy
- Nincsenek véletlenek (1938) – Gedeon, Váry Gizella primadonna kérője
- Bors István (1938-39) – Gács, intéző a birtokon
- A miniszter barátja (1939) – Molnár, eladó a drogériában
- Földindulás (1939) – orvos
- Semmelweis (1939) – báró Halpern Guido, Mici későbbi férje
- Göre Gábor visszatér (1940) – férfi a mennyországban
- Jöjjön elsején (1940)
- Vissza az úton (1940) – Reményi tanár úr az osztálytalálkozón
- Cserebere (1940) – kefekötő gyári tisztviselő
- Balkezes angyal (1940-41) – Palotay Gábor
- Néma kolostor (1941) – gróf Ebelsberg
- Film a filmről (1941, rövid) – filmszínész
- A beszélő köntös (1941) – Nazur bég
- A kukoricás kenyér (1941, rövid)
- Három csengő (1941) – oktató
- Fehér veszedelem (1941, rövid)
- Életre ítéltek! (1941) – ügyész
- Kísértés (1941) – Dr. Nagy József ügyvéd
- Dr. Kovács István (1941) – Herbai tanár úr, Kovács barátja
- Éjfélre kiderül (1942) – orvos, vendég
- Kétezerpengős férfi (1942) – orvos
- Estélyi ruha kötelező (1942) – követségi tanácsos, Sylvia gavallérja
- Szerelmi láz (1942) – orvos
- Egér a palotában (1942) – orvos
- Keresztúton (1942) – Bojér György igazgató
- Szerető fia, Péter (1942) – intéző
- A láp virága (1942) – Mihályi Sándor, bankár
- Késő (1943) – Mihály, Tamásy Péter inasa
- Kölcsönadott élet (1943) – orvos
- Féltékenység (1942) – Kristóf, Imre bácsi komornyikja
- Rákóczi nótája (1943)
- Aranypáva (1943) – vizsgálóbíró
- A Benedek-ház (1943) – Szakáll Géza apja
- Vasvirág (1958)
- Álmatlan évek (1959)
- Az utolsó vacsora (1962)
- Legato (1977)